# Женев'єва
Женев'єва (фр. Geneviève) або Геновефа (лат. Genovefa; бл. 420, Нантер — бл. 500, Париж) — свята, покровителька Парижа. Шанується католицькою і православною церквами.

## Біографія
Походила з давнього галло-германського роду. У 429 році святий Герман Осерський був проїздом у будинку тоді маленької Женев'єви і передбачив її велике майбутнє.
З п'ятнадцятирічного віку майбутня свята вела аскетичне життя у батьківському домі, а після смерті батьків жила в Парижі, який тоді не виходив за межі о. Сіте.

Ледве оселившись у Лютеції (нині Париж) її вразила недуга. Три дні її вважали померлою. Але коли вона прийшла до тями, то розповіла, що ангел водив її в місця блаженства праведних, і вона бачила що приготував Господь:
"Блаженства ці такі, що невірні не повірили б мені, якби я стала їх описувати "
З цього часу св. Геновефа отримала дар прозорливості. В 451 році, коли Парижу загрожували орди Аттіли, котрі вторглися до Європи, Женев'єва передбачила, що Париж буде врятований. Зневірені містяни хотіли вбити святу, але Аттіла справді відвів свої орди від міста в бік Каталаунських полів, де і був розбитий. Після цього слава святої зросла. Женев'єва полонила щедрістю, бездоганною моральністю і полум'яною вірою.
Під час п'ятирічної облоги Парижа Хлодвігом, Женев'єва провела по річці до міста судна з їстівними припасами і роздала їх народу. У 460 році Женев'єва благословила будівництво над могилою святого Діонісія церкви, при якій король Дагоберт I заснував пізніше абатство Сен-Дені. Свята Женев'єва прожила надзвичайно довге на ті часи життя. У віці за 60 років вона здійснила паломництво до могили святителя Мартина Турського.

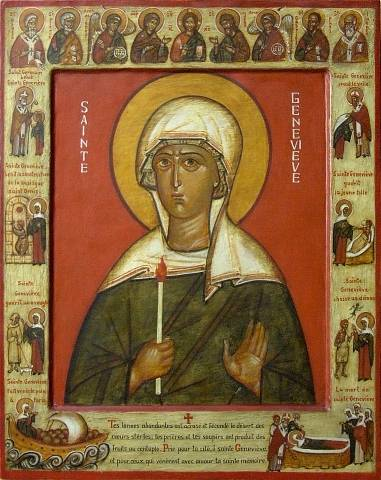
Ікона

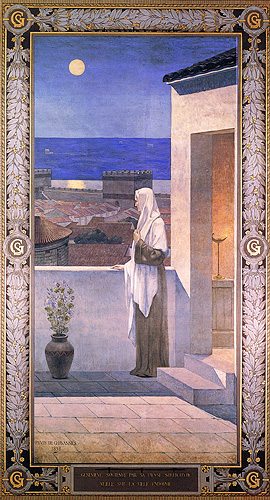
Свята Женев'єва, поглядає на Париж. Живопис з інтер'єру Пантеону

## Після смерті
Майже відразу після смерті Женев'єва стала шануватися як свята покровителька Парижу. Під час ворожих навал, епідемій і інших стихійних лих мощі Женев'єви носили по паризьких вулицях, а в храмах молилися святій. Під час французької революції мощі святої в рамках «боротьби з забобонами» були спалені на Гревській площі — традиційному місці страт. Дивом збереглася фаланга руки святої, що зберігається нині в паризькій церкві.
У 1744 році Людовік XV дав обітницю побудувати церкву на честь Святої Женев'єви. Будівництво грандіозного храму почалося в 1758 році на місці церкви святих апостолів Петра та Павла, спорудженої королем Хлодвігом і його дружиною Клотільдою, і тривало до 1789 року. Однак революційні влади перетворили новозбудовану церкву в некрополь для поховання великих людей Франції — Пантеон. Тим не менш, в інтер'єрі будинку збереглися великі настінні розписи, що ілюструють сцени з житія святої Женев'єви.
У 1928 році статуя святої Женев'єви, піднесена на 15-метровий пілон, прикрасила ново-зведений міст Турнель в Парижі.